# Ведмеже місто (роман)
«Ведмеже місто» (швед. Björnstad) — роман шведського письменника Фредріка Бакмана. Роман, який називають «хокейною літературою», присвячений занепаду молодіжної хокейної команди в маленькому містечку. Історія розповідає про події, що призвели до зґвалтування 15-річної дівчинки Майї Андерссон зірковим хокеїстом Кевіном Ердалем, а також про наслідки для Майї та Кевіна, гравців, їхніх родин, друзів та громади, яка має давню репутацію хокейного містечка. Це перша книга із серії «Ведмеже місто», за якою йдуть «Ми проти тебе» та «Переможці».

## Сюжет

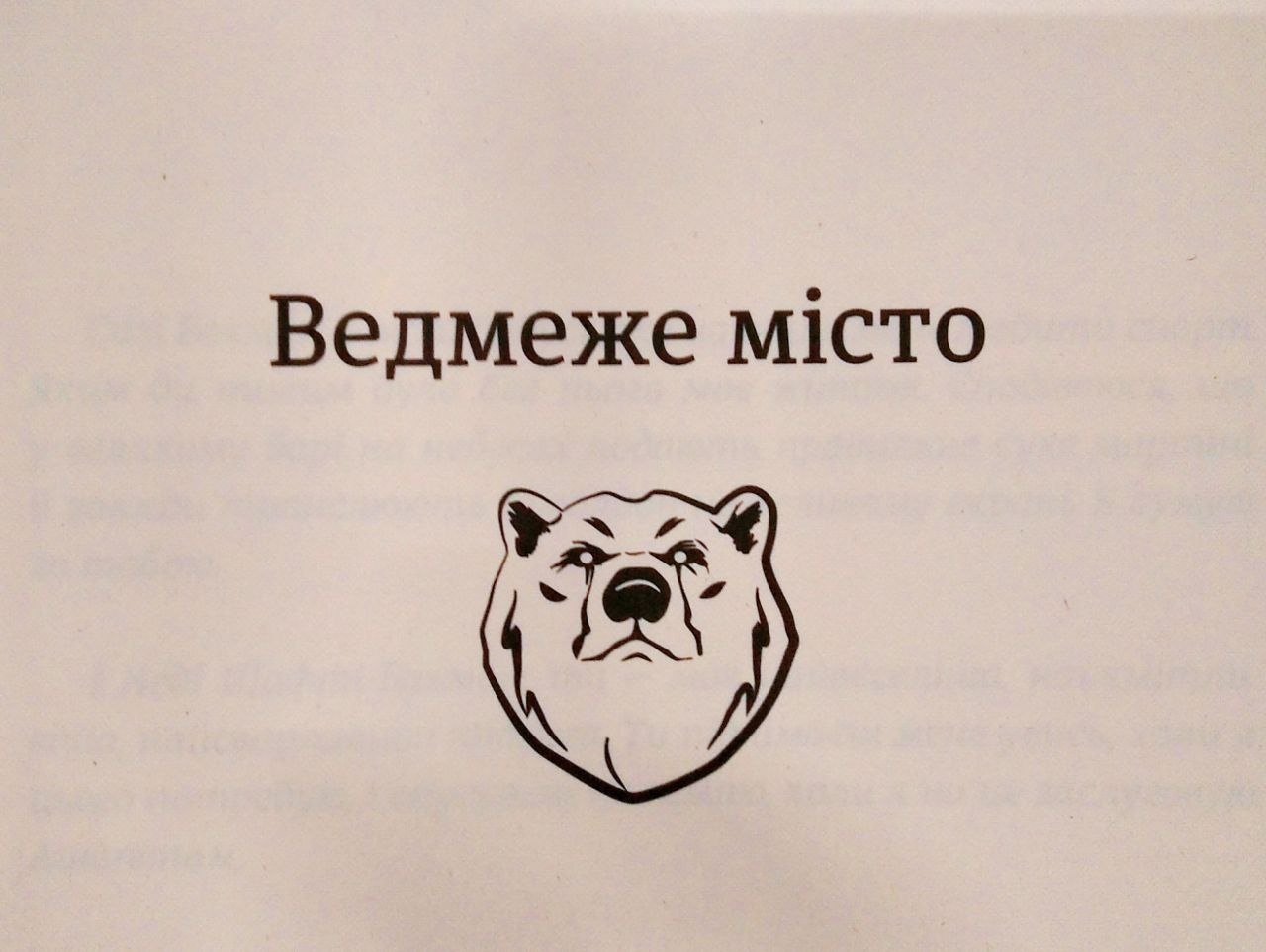
Фрагмент з книги

Молодіжна хокейна команда є основою маленького містечка Бйорнстад, де перемога в національних іграх означала б більше ресурсів, що виділяються команді. Зірка команди — 17-річний Кевін Ердал, чий талант настільки видатний, що вся молодіжна команда гуртується навколо нього, починаючи з семирічного віку. Новим тренером хокеїстів став Девід, після того, як попередній тренер був звільнений радою за те, що недостатньо зосереджувався на перемозі. Генеральним менеджером команди є Пітер Андерссон. Сім'я Пітера складається з дружини Кіри та дітей Майї і Лео. Майя товаришує з іншою дівчинкою, Аною. Роман починається з того, що команда та громада готуються до ключової півфінальної гри. Усвідомлюючи, що брак швидкості є слабким місцем, старший тренер команди Суне і Девід погоджуються взяти до складу неповнолітнього Амата, щоб підвищити їхні шанси на перемогу. Амат вдячний, що потрапив до команди, особливо своїй матері, яка працює прибиральницею. «Бьорнстад» виграє півфінал, принаймні частково тому, що команда-суперник не була готова протистояти швидкості Амата. У ніч після перемоги у півфіналі батьків Кевіна немає в місті. Це дає Кевіну можливість влаштувати велику вечірку для своєї команди та багатьох інших підлітків з району. На вечірці багато підлітків п'ють алкоголь і вживають марихуану, а члени команди хваляться тим, що займаються сексом з прихильними вболівальницями. Майя та Кевін тікають до спальні нагорі, щоб поцілуватися. Майя чинить опір домаганням Кевіна, і він починає її ґвалтувати. Амат, який був п'яний і мав почуття до Майї, заходить і стає свідком зґвалтування. Майя користується втручанням Амата, щоб звільнитися від Кевіна. Майя вже деякий час була закохана в Кевіна і спустошена його нападом. Вона намагається впоратися з цим протягом тижня, знаючи, що повідомлення про злочин розірве місто на шматки. Через тиждень після зґвалтування вона розповідає про це батькам, які розлючені і негайно повідомляють про злочин у поліцію. Кевіна знімають з гри у фіналі, що мав відбутися того ж дня, не зважаючи на гнів і шок решти команди. Вони грають фінал без Кевіна і програють. Коли новина про звинувачення Майї та програш команди у фіналі поширилася, багато людей у місті налаштувалися проти сім'ї Майї. Батько Кевіна вважає, що звинувачення Майї — брехня, і що Пітер через ревнощі навмисно повідомив про це в день фіналу, щоб команда програла. Батько Кевіна підштовхує спонсорів і правління звільнити Пітера. Він також намагається підкупити Амата, щоб той мовчав, запропонувавши його матері кращу роботу, але мати відмовляється, кажучи йому бути чесним. Хокейний клуб проводить голосування, щоб вирішити, чи слід звільнити Пітера з посади генерального менеджера. Амат виступає свідком зґвалтування, що дуже розлютило решту команди. Міський бармен вірить розповіді Майї та Амата і переконує велику групу хокейних фанатів проголосувати на користь Пітера, в результаті чого Пітер зберігає свою роботу. Однак Девід розчарований тим, що Пітер «змішав політику і хокей», і переїжджає до сусіднього міста, забираючи з собою Кевіна і більшу частину команди, а також міських спонсорів. Лише Амат і ще троє гравців залишаються, щоб підтримати Бйорнстад. Справу про зґвалтування Кевіна закривають через недостатність доказів. Майя продовжує страждати і вирішує, що повинна або вбити себе, або вбити Кевіна, щоб позбутися болю. Пізно вночі Майя несподівано нападає на Кевіна з рушницею і змушує його стати перед нею на коліна. Майя приставляє рушницю до лоба Кевіна, який скиглить, і натискає на курок, але він не вмирає, оскільки вона навмисне не зарядила рушницю. Майя вважає, що страх, який відчув Кевін у момент, коли вона натиснула на спусковий гачок, переслідуватиме його до кінця життя, так само, як зґвалтування переслідуватиме її саму. Зрештою, у фільмі окреслюються події наступних десяти років. Майя — популярна гітаристка і випадково зустрічається з Кевіном (який зараз одружений). Майя впізнає Кевіна і розуміє, що може викрити його на людях, але вирішує не робити цього. Коли він йде, його дружина запитує його, хто така Майя, і Кевін розповідає їй усю правду.

## Герої роману
- Майя Андерссон: 15-річна дівчинка, яка любить грати на гітарі та має змішані почуття до хокею.
- Петер Андерссон: батько Майї та генеральний менеджер хокейної команди міста Бартаун, колишня зірка команди.
- Кевін Ердал: видатний молодий хокеїст, який є зіркою своєї молодіжної команди.
- Ана: найкраща подруга Майї.
- Міра Андерссон: мати Майї, юристка, одружена з Пітером.
- Батьки Кевіна: Жоден з батьків не названий у книжці.
- Амат: швидкий неповнолітній гравець, якого перевели в юнацьку команду Кевіна.
- Фатіма: мати Амата, яка працює прибиральницею на ковзанці.
- Захаріас: друг Амата, хлопчик, якого цькують, і в якому накопичилося багато гніву.
- Ліфа: Інший друг Амата, також друг Захарія.
- Бенджі: найкращий друг Кевіна і «силовик», який захищає Кевіна на льоду.
- Девід: тренер юніорської команди Кевіна та Бенджі.
- Бобо, Філіп і Вільям Лит: товариші по команді Кевіна і Бенджі.
- Суне: тренер хокейної команди.
- Рамона: власниця місцевого пабу «Ведмежа шкура».
- Меґґан Літ: мати Вільяма.
- Жанетт — вчителька місцевої середньої школи.
- «Решка»: один зі спонсорів хокейного клубу.
- Енн-Катрін і Хог: батьки Бобо.
- Адрі, Катя та Габі: старші сестри Бенджі.
- Лео: син Міри та Петера.
- Неназваний президент хокейного клубу.
- Невідомий басист, який стає коханцем Бенджі.

## Телевізійна адаптація
У 2020 році адаптацію міні-серіалу під назвою «Бьорнстад» було додано до HBO Nordic. Прем'єра серіалу відбулася 22 лютого 2021 року на каналі HBO в Північній Америці під назвою «Beartown». Він отримав загалом позитивні відгуки від критиків. Він більше не доступний на HBO у США.
У 2022 році з нагоди запуску платформи Skyshowtime сервіс Showtime придбав у HBO понад 20 телесеріалів, серед яких був і серіал "Містечко".